# Municipio de Kuzma
Kuzma es un municipio de Eslovenia, situado en el noreste del país. Su capital es la localidad de Kuzma. Pertenece a la región estadística del Mura y a la región histórica de Transmurania. Su término municipal es fronterizo tanto con Austria como con Hungría.
En 2019, el municipio tenía una población de 1573 habitantes.

## Localidades
El municipio comprende los siguientes pueblos:
- Dolič
- Gornji Slaveči
- Kuzma (la capital)
- Matjaševci
- Trdkova